# Anomala sticticoptera
Anomala sticticoptera är en skalbaggsart som beskrevs av Blanchard 1851. Anomala sticticoptera ingår i släktet Anomala och familjen Rutelidae. Inga underarter finns listade i Catalogue of Life.